# Michael Drozd
Michael Drozd (19. dubna 1968 Ostrava – 3. ledna 2023 Kladno) byl československý a český sportovní, dálkový plavec. 

## Sportovní kariéra
Závodnímu plavání se začal věnovat v 10 letech po přijetí do sportovní plavecké třídy ZŠ Provaznické v Ostravě. Připravoval se v 25 m bazénu TJ Vítkovice při odborném učilišti (OU) Vítkovických železáren.
V roce 1982 se poprvé účastnil větší sportovní akce mladých sportovců ze socialistických zemí Družba v polské Osvětimi. Na podzim byl zařazen do pražského střediska vrcholového sportu ministerstva školství k trenéru Jaroslavu Strnadovi. Trenéra Strnada zaujala jeho krásná plavecká postava, měl ideální antropometrické parametry pro plaveckou techniku znak. Do školního roku 1983/84 však zůstával doma v Ostravě. Důvodem byla na jeho věk stále slabá tělesná konstrukce. Patřil k plavcům, kteří měli s jinými tělesnými aktivitami značné problémy. Ve svých 15 letech byl lidově řečeno stále "samá ruka, samá noha" a v SVS v jeho případě zvolili opatrnější přístup. Se silovou přípravou začal v olympijském roce 1984 a zařadil se mezi československou plaveckou špičku. Na 100 m znak si zlepšil osobní rekord na 1:01,99 a na 200 m znak 2:12,50. V červenci startoval na mistrovství Evropy juniorů v Lucemburku, kde na 100 m znak v osobním rekordu 1:01,99 nepostoupil z rozplaveb a na 200 m znak skončil v B-finále celkově na 12. místě v čase 2:12,75.
Po přestupu do Prahy k Vysokoškolákům na podzim 1984 měl být jeho hlavní úkol pozvednout, prohánět stagnujícího znakaře Jana Bidrmana a vedle něho se vyplavat do československé seniorské reprezentace. V březnu na mezistátním trojutkání v Brně se poprvé na 100 m znak dostal pod 1 minutu časem 59,90 a na své hlavní trati 200 m znak plaval osobní rekord 2:08,61. Stabilními výsledky si řekl o nominaci na mistrovství Evropy v bulharské Sofii. V červenci byl s reprezentačním trenérem Janem Vokatým a svým trenérem Jaroslavem Strnadem na třítýdenním soustředění v arménském Cachkadzoru. V srpnu byl na úvod mistrovství Evropy přihlášen na rozplavání (osahání bazénu) k závodu na 200 m volný způsob. V ranní rozplavbě si časem 1:56,19 zlepšil o 3 sekundy osobní rekord a skončil na celkovém 23. místě. Za dva dny na 200 m znak plaval v ranních rozplavbách osobní rekord 2:07,84 a postoupil do B-finále. Odpolední B-finále se mu však nepovedlo a do cíle doplaval na posledním 8. místě (celkově 16.) v čase 2:09,27. Na závěr mistrovství v rozplavbách na 100 znak plaval čas 1:00,16 a obsadil celkově 18. místo.
Po letní sezóně, na podzim 1985 začal s trenérem Strnadem pokukovat po kraulu, který se mu mimořádně povedl na mistrovství Evropy v Sofii. Celkové plavecké ambice mu však vzala jeho tělesná schránka. Celou zimu promarodil s ramenem a v březnu dokonce uvažovali v SVS k radikálnímu řešení operace ramenních vazů. Nakonec se podařilo problém vyřešit dobrou rehabilitací a v červnu na velké ceně Slovenska zvítězil na 200 m v čase pod 130 vteřin 2:09,82. Intenzivnější silové zátěži však již nebyl schopen, protože přicházely nemoce – problémy s vazy a také různé alergie. Soustředil se na dokončení gymnázia a přijetí na fakultu elektrotechnickou ČVUT v Praze.

### Dálkové plavání
Od sezóny 1987 se po vypuštění silové přípravy zaměřil na objemový trénink. Na 200 m znak plaval stabilně časy kolem 130 vteřin (2:10), výrazně se zlepšil v dlouhém motýlku na 200 m a na dlouhých kraulových distancích 400 m, 800 m, 1500 m. 
V druhé polovině osmdesátých let začaly být v Československu masově populární závody v dálkovém plavání (otevřené vodě). Prvního závodu se účastnil v roce 1989 na jihu Čech a v roce 1991 reprezentoval Československo na mistrovství Evropy v italské Terracině. V závodě na 5 km obsadil 13. místo v čase 1:13:48,5.
V roce 1993 obsadil na domácím mistrovství Evropy v Slapech v závodě na 25 km 7. místo časem 5:59:16,2.
Na mistrovství světa v Římě v roce 1994 obsadil v závodě na 25 km 12. místo časem 5:47:54,76.
Na mistrovství Evropy ve Vídni v roce 1995 obsadil v závodě na 25 km 12. místo v čase 5:27:44,9.
Jako profesionál se účastnil světového poháru (světové série) v dálkovém plavání argentinské organizace IMSA. V roce 1997 vrcholily spory IMSA a mezinárodní plavecké federace FINA. Zástupcům mezinárodní plavecké federace se nelíbilo, že plavci startují zároveň na jejich závodech a na závodech de facto profesionální soutěže. Před začátkem světové série IMSA ročníku 1997 FINA rozeslala zprávu národním federacím, že plavce, kteří nastoupí na závodech organizace IMSA potrestá ročním zákazem startu. Celá řada špičkových dálkových plavců se tak neúčastnila zimních maratonů v Jižní Americe nebo celý ročník vynechala. On varování nedbal a maratony v Jižní Americe objel. V únoru obdržel od mezinárodní plavecké federace roční zákaz startu a přišel o možnost startovat na mistrovství Evropy ve španělské Seville. V jarních měsících probíhala intenzivní jednání mezi IMSA a FINA a v červenci byl nalezen kompromis, že IMSA (později IMSF) přejde jako přidružený svaz pod mezinárodní plaveckou federaci FINA – od roku 1998 byl světový pohár znám jako „FINA Marathon Swimming World Cup“. Světová série 1997 byla zpětně v rámci FINA zoficiálněná a potrestaným plavcům včetně něho byl trest zrušen. Koncem července světová série vrcholila v Severní Americe. To že mu byl trest zrušen neměl do začátku plaveckého maratonu na kanadském jezeře Memphremagog oficiálně na papíře. Pořadatele ho však do závodu pustili s podmínkou, že bude startovat 20 m za posledním plavcem a plavce, které dožene musí v několikametrové vzdálenosti obeplavat. V závodě na jezeře Memphremagog startovalo pouze 19 plavců a v této konkurenci dokázal zvítězit. Zvítězil i na dalším závodě světové série na jezeře Lac Saint-Jean a dostal se do vedení světového poháru. Na závěrečném podniku světové série tzv. superfinále na 36 km okolo pobřeží Atlantic City ve Spojených státech doplaval na 3. místě. S celkovým počtem 1760 bodů se stal vítězem světového poháru (série) před Argentincem Gabrielem Chaillou (1624 b.).
Poslední světové závody v maratonském plavání objel v roce 2000. Vzápětí ukončil sportovní kariéru. Pracoval v oblasti informačních technologií, správa databází. Během vánočních svátků v roce 2022 měl v koupelně vážný úraz, po kterém upadl do komatu. Zemřel předčasně v 54 letech počátkem ledna 2023.